# Mongossi
Mongossi (ou Mougoussi, Moungoussi) est une localité du Cameroun située dans le département du Diamaré et la Région de l'Extrême-Nord, dans la plaine du Logone, en pays Mousgoum. Elle fait partie de la commune de Bogo.

## Histoire
Le site a fait l'objet de fouilles archéologiques dans les années 1980. La butte de Mongossi témoigne d'un peuplement à l'Âge du fer.

## Population
En 1975, Moungoussi Mousgoum comptait 35 habitants, des Mousgoum, tandis que Moungoussi Foulbe en comptait 19, des Peuls.
Lors du recensement de 2005, on y a dénombré 522 personnes.